# حزب انقلابی خلق مغولستان
حزب انقلابی خلق مغولستان (به مغولی: Монгол Ардын Хувьсгалт Нам) یک حزب سیاسی در مغولستان بود که در سال ۲۰۱۰ توسط نامبارین انخبایار تأسیس شد. این حزب مجوز استفاده از نام قدیمی حزب خلق مغولستان را توسط دادگاه عالی مغولستان دریافت کرد. رهبر این حزب انخبایار، رئیس سابق حزب اصلی و رئیس‌جمهور سابق مغولستان بود. عاقبت این حزب در سال ۲۰۲۱ دوباره با حزب خلق مغولستان ادغام شد.

## ایدئولوژی
مأموریت اعلام‌شده حزب این بود:
1. انحصارطلبی باید از بین برود
2. بایستی به مردم اختیارات بیشتری داده‌شود
3. ثروت طبیعی مغولستان باید به مردم داده‌شود
4. می‌بایست برای هر خانوار شغل و دارایی فراهم شود

حزب معتقد بود که با اجرای این سیاست‌های یکپارچه و با هدف ایجاد رفاه اجتماعی انسان‌محور، توسعهٔ اقتصادی و حکومت شهروندمحور، مغولستان و مردم آن به رفاه و پیشرفت دست خواهند یافت.
حزب انقلابی خلق مغولستان همراه با حزب دموکرات، از محدودیت‌هایی در تعداد سال‌هایی که یک شرکت خارجی می‌تواند در مغولستان فعالیت کند، حمایت کرد و خواستار کنترل کامل پروژه‌های صنعتی جدید توسط مغولستان شد. این موقعیت باعث‌شد که برخی از ناظران برچسب «پوپولیستی» را برای حزب به ارمغان بیاورند.

## عضویت
این حزب در سال ۲۰۱۲ دعوی داشتن ۸۰٬۰۰۰ عضو داشته‌است.

## تاریخ
مشاهده «حزب خلق مغولستان»

### ائتلاف عدالت
در ماه مه ۲۰۱۲ این حزب ائتلاف عدالت را با حزب دموکراتیک ملی مغولستان تشکیل داد تا در انتخابات آتی شرکت کند. همچنین این ائتلاف موفق شد ۱۱ کرسی در خورال کبیر مغولستان به‌دست‌آورد و یک دولت ائتلافی را با حزب دموکرات تشکیل دهد.

### ائتلاف ما
این حزب در مارس ۲۰۲۰ و حزب اراده مدنی-سبز با حزب متحد مرسوم مغولستان، ائتلاف ما را برای برگزاری انتخابات پارلمانی ۲۰۲۰ تشکیل دادند.

## ادغام با حزب خلق مغولستان
این حزب با حزب خلق مغولستان در ۲۹ آوریل ۲۰۲۱ توافق‌نامه‌ای را برای ادغام امضا کردند. سرانجام این حزب در ۲۸ مه ۲۰۲۱ توسط دادگاه عالی، لغو ثبت شد.